# George Shadbolt

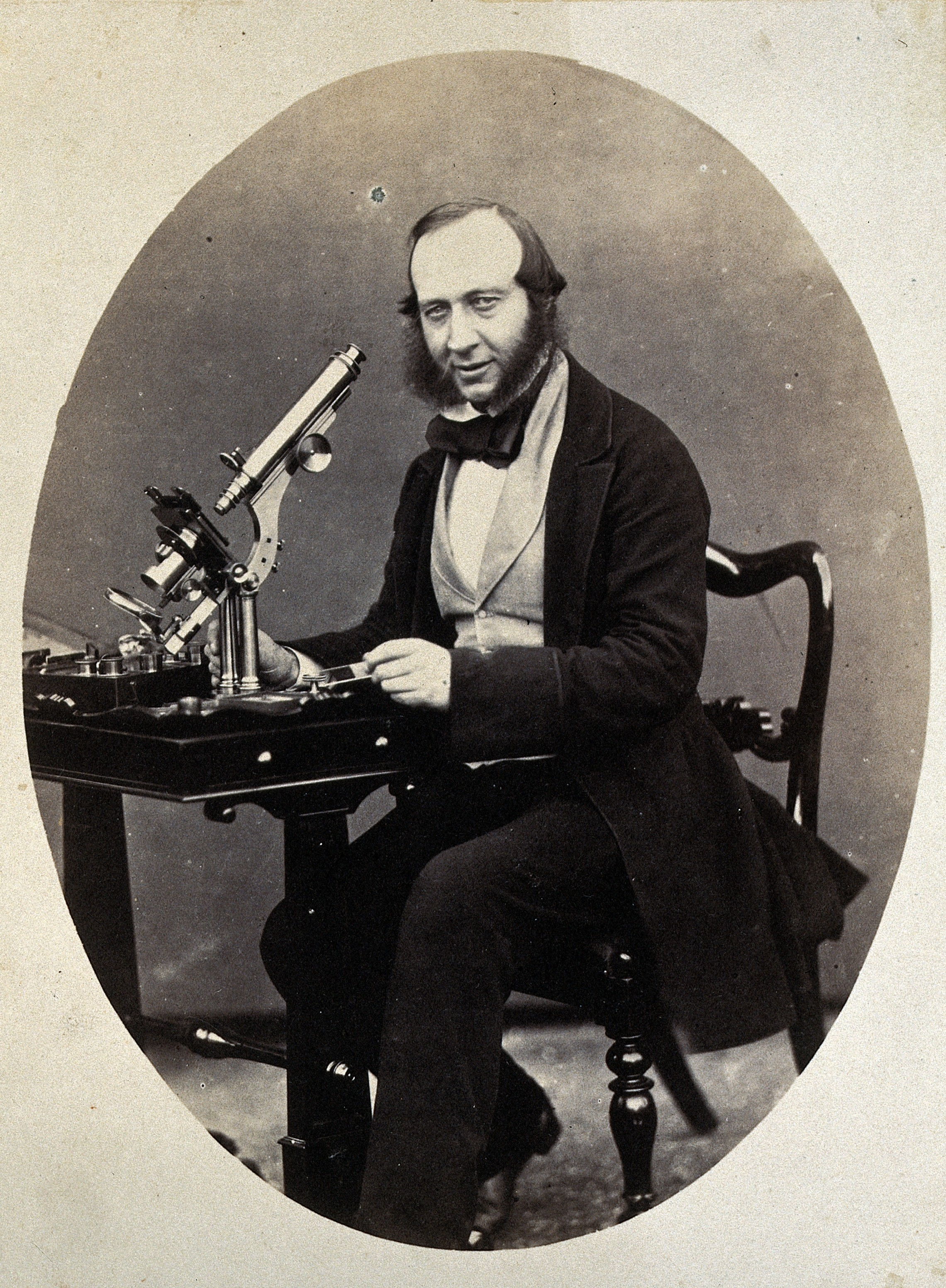
George Shadbolt

George Shadbolt (1817 ou 1830 - 1901) est un écrivain, éditeur, étudiant en optique et photographe qui a un fort attrait pour les techniques innovantes. Shadbolt est un pionnier de la macrophotographie.

## Biographie
George Shadbolt est très actif dans les années 1850 à 1860. Il est également l’un des premiers à réaliser la première microphotographie, et il est aussi l'un des premiers à préconiser l’agrandissement des photos, ainsi que l’impression composée  et combinée. L’aversion de Shadbolt pour l’éclat du papier d'impression d'albumine l’amena à préférer l’utilisation du papier salé.

Sa passion pour la technologie motiva probablement les éloges qu’il porta à Henry Peach Robinson, dont les impressions combinées étaient pourtant très controversées. Durant sept ans, Shadbolt est l’éditeur d’une revue qui devient par la suite le (en)British Journal of Photography.
Un de ses fils, Cecil V. S. Shadbolt, est reconnu en tant que précurseur de la photographie aérienne par ballon.
Après 1864, la réussite de Shadbolt en tant que marchand d'acajou, l’a incité à se retirer du milieu photographique mais il en garde cependant ses contacts professionnels. Il est l’un des fondateurs de la (en)Photographic Society of London (renommée la (en)Royal Photographic Society), et il a également un rôle actif dans l'(en)Amateur Photographic Association et le (en)Photographic Exchange Club.
Cecil est décédé avant lui et a été enterré, aux côtés des membres de sa famille, au Cimetière de West Norwood. Shadbolt a été enterré plus tard dans une parcelle adjacente, tombe 29 652, carré 113.
L’abréviation d’auteur standard Shadbolt est utilisée pour indiquer Shadbolt en tant qu’auteur lors de la citation d’un nom botanique.